# Michaël Denard
Pour les articles homonymes, voir Denard.
Répertoire
L'Oiseau de feu
La Sylphide
Le Lac des cygnes
Scènes principales
Opéra de Paris
Opéra de Berlin
Michaël Denard est un danseur et acteur français né le 5 novembre 1944 à Dresde et mort le 17 février 2023 à Paris 18e.

## Biographie

### Jeunesse et débuts
Né de mère allemande, ballerine à l'opéra de Dresde, et de père français à Dresde quelques mois avant son bombardement, il passe sa jeunesse à Tarbes. Michaël Denard commence la danse tardivement, l'année du bac, à Tarbes, avec Marie Garcia puis avec Yvette Le Rohellec. En 1963, il est engagé dans le corps de ballet du Capitole de Toulouse, et en 1964, pour une saison, dans celui de l'Opéra de Nancy. Il monte à Paris, où il suit les cours de Solange Golovine. Sa première apparition parisienne a lieu en 1965, avec les Ballets européens de Lorca Massine. En 1966, Pierre Lacotte l'invite aux Jeunesses musicales de France où il danse pour la première fois avec Ghislaine Thesmar, qui deviendra sa partenaire privilégiée (Combat de Tancrède et Clorinde au Festival d'Aix).

### Opéra de Paris
Michaël Denard entre fin 1966 sur audition au ballet de l'Opéra de Paris comme surnuméraire. Il va en gravir rapidement les échelons : coryphée en avril 1967, sujet en mars 1968, Premier Danseur en mars 1969.
Le 19 décembre 1969, après avoir participé au 1er Festival de danse international de Paris avec les Jeunes danseurs de l'Opéra, il est invité à danser Siegfried avec Lynn Seymour (Odette-Odile) dans Le Lac des cygnes (version Kenneth MacMillan) à l'Opéra de Berlin.
1970 marque le développement de sa carrière. Il est d'abord le partenaire d'Yvette Chauviré dans le Mariage d'Aurore, lors de la tournée de la troupe de l'Opéra en Russie. Puis sa rencontre avec Maurice Béjart va le propulser parmi les grands danseurs de l'époque. Béjart crée pour Josyane Consoli Comme la Princesse Salomé est belle ce soir…. Elle le choisit comme partenaire. En avril, Maurice Béjart l'invite à venir danser Roméo au Ballet du XXe siècle à Bruxelles avec Laura Proença (Juliette) et Paolo Bortoluzzi (Mercutio). Puis il crée pour lui L'Oiseau de feu, dont la première est donnée le 31 octobre par la troupe de l'Opéra au Palais des Sports de Paris, dans le cadre d'un programme Béjart/Stravinsky. Il dansera ce rôle dans le monde entier.
Le 15 juillet 1971, il apprend sa nomination de danseur étoile à New York, où il est invité par l'American Ballet Theatre pour sa saison d'été. La même année, il reçoit le prix Nijinski.
Début 1972, il danse James auprès de Ghislaine Thesmar dans La Sylphide remonté par Pierre Lacotte pour la télévision française. Ce ballet entre au répertoire du ballet de l'Opéra de Paris le 9 juin 1972. D'artiste invitée, Ghislaine Thesmar devient danseuse étoile. Désormais, Michaël Denard et elle vont former un couple prestigieux et être programmés ensemble dans la plupart des grands ballets classiques, romantiques et contemporains. Cela n'empêchera pas Michaël Denard d'être aussi le partenaire de nombreuses grandes ballerines de l'époque, de Claire Motte à la jeune Sylvie Guillem : Noëlla Pontois, Natalia Makarova, Cynthia Gregory, Natalia Bessmertnova, Élisabeth Platel, Françoise Legrée, Lynn Seymour et d'autres encore.
Pendant toute sa carrière, il va créer ou reprendre des ballets des chorégraphes majeurs de l'époque tels George Balanchine, Jerome Robbins, Alvin Ailey, John Neumeier, Iouri Grigorovitch, Merce Cunningham, Carolyn Carlson, Lucinda Childs, Antony Tudor, Hans van Manen, Glen Tetley, Roland Petit, Maurice Béjart, etc.
Tout comme il offre des interprétations très novatrices de personnages tel Siegfried du Lac ou le prince Albrecht de Giselle, il marque de son empreinte des rôles-phares du répertoire, tel l'Apollon musagète de George Balanchine. Il a l'occasion de danser plusieurs versions (jusqu'à quatre pour le Le Lac des Cygnes signé Bourmeister, Bruhn, MacMillan, Noureev) de tous les grands ballets, sur les scènes les plus prestigieuses du monde - Kirov, Bolchoï, American Ballet Theatre, Teatro Colon de Buenos Aires, Opéra de Rome, théâtre de la Monnaie de Bruxelles, Opéra de Berlin, etc.
Dès son entrée à l'Opéra, il travaille aussi avec de nombreux jeunes chorégraphes et il va toujours rester fidèle au Théâtre du Silence, compagnie fondée par ses amis Jacques Garnier et Brigitte Lefèvre, transfuges du ballet de l'Opéra, participant à maintes de leurs créations et dansant avec eux dans le monde entier, du Festival d'Avignon à Tokyo, en passant par les États-Unis, l'Italie ou l'Angleterre.
Sa soirée d'adieux a lieu le 9 décembre 1989 mais il continue d'officier entre les murs de l'Opéra de Paris en devenant professeur et maître de ballet pour la compagnie, tout en continuant d'apparaître occasionnellement sur scène dans des rôles de caractère : la mère Simone dans La Fille mal gardée (rôle dans lequel il fait ses adieux définitifs en juillet 2009, à l'âge de 65 ans) ou Duval Père dans La Dame aux camélias.

### Maître de ballet et acteur
Après sa retraite officielle, il ne quitte ni le monde de la danse ni la scène. Le 9 janvier 1990, il crée à l'Opéra de Berlin, avec le Béjart Ballet Lausanne, le rôle du récitant dans Ring um den Ring. Ce Ring de Wagner revisité par Maurice Béjart va ensuite tourner dans le monde entier.
Entre 1993 et 1996, il se lance dans une nouvelle expérience, en qualité de directeur de la Danse à l'Opéra de Berlin, dont la direction musicale est assurée par Daniel Barenboim.
Il se consacre aussi à l'enseignement, au sein même de l'Opéra ou comme professeur invité dans de nombreux stages et institutions étrangers prestigieux dont le Mariinsky de Saint-Pétersbourg (ex-Kirov).

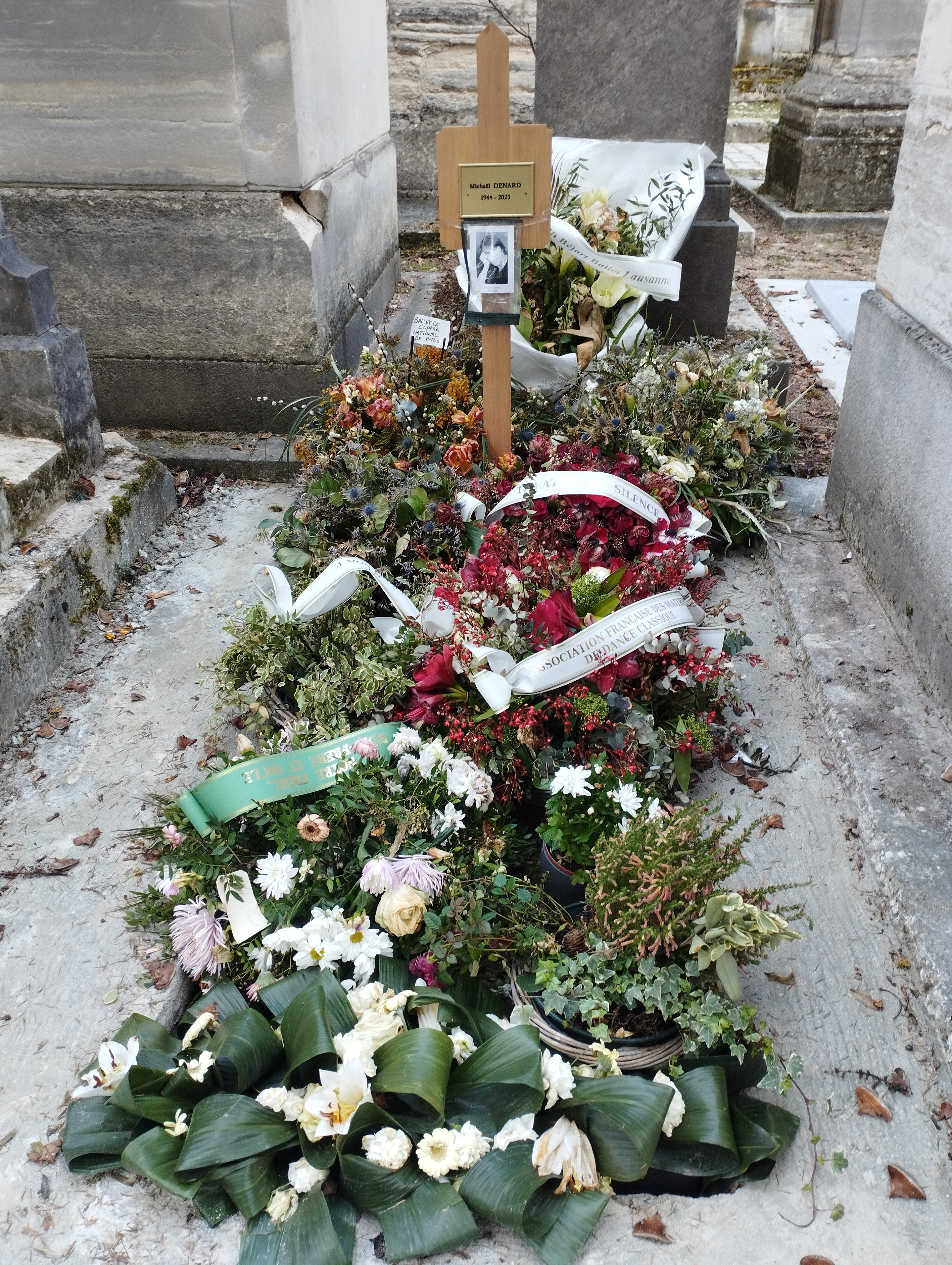
Tombe de Michaël Denard au cimetière du Père-Lachaise (division 50).

Ayant pris des cours de théâtre dès le début de sa carrière au Grenier de Toulouse, puis auprès de divers professeurs et spécifiquement de Jean-Laurent Cochet, afin de parachever ses interprétations en tant que danseur, il aborde au fur et à mesure des rôles mêlant danse et théâtre (Le Journal d'un fou mis en scène par Alain Marty, Hippolyte mis en scène par Jean-Pierre Miquel et Alain Marty, Le Martyre de saint Sébastien mis en scène par Bob Wilson), mais aussi des rôles de comédien comme dans Un mari idéal d'Oscar Wilde. En 2018, il incarne le Roi bleu (joué à l'écran par Jean Marais) dans l'adaptation scénique du film musical Peau d'âne de Jacques Demy et Michel Legrand, créée à l'occasion de la réouverture du théâtre Marigny.
Il tourne également pour le cinéma et la télévision, notamment  Les Filles du Lido et La Rumba avec Roger Hanin.
Il est aussi le tout premier invité de l'émission Numéro un de Maritie et Gilbert Carpentier, le 5 avril 1975.

### Mort
Il meurt le 17 février 2023 à l'hôpital Bretonneau dans le 18e arrondissement de Paris, des suites d'un cancer généralisé. En hommage, le danseur Germain Louvet déclare : « Sa beauté astrale et sa personnalité de feu, à l’image de L’Oiseau de Béjart, nous ont tant inspirés ». Ses obsèques sont célébrées le 24 février en l'église Saint-Roch, paroisse parisienne des artistes, il est inhumé le même jour au cimetière du Père-Lachaise (50e division).

## Théâtre

### En tant que comédien
- 1984: Horace de Corneille, mise en scène Jean-Paul Zehnacker, Centre d'action culturelle de Chelles et parc de Choisy : Curiace
- 1984 : Hippolyte d'après Euripide et Racine, mise en scène Jean-Pierre Miquel, chorégraphie Alain Marty, Espace 44 (Nantes) : Hippolyte
- 1987 : Le Journal d'un fou de Nicolas Gogol, mise en scène et chorégraphie Alain Marty, théâtre Gérard-Philipe
- 1988 : Comment Wang Fô fut sauvé d'après Marguerite Yourcenar, mise en scène Alain Marty, chorégraphie Amy Swanson, Festival d'Occitanie de Montauban-Moissac
- 1988 : Le Martyre de saint Sébastien de Claude Debussy, mise en scène Bob Wilson,, Opéra de Paris : saint Sébastien
- 1991 : Loire d'André Obey, mise en scène Jean-Paul Lucet, chorégraphie Hélène Oppert, Les Célestins : Aigue-Neire
- 1995 : Othello d'après Shakespeare, adaptation et mise en scène Anne Delbée, théâtre 14 :
- 1997 : Vincent Van Gogh ou le Suicidé de la société d'Antonin Artaud, mise en scène Anne Delbée, maison de la Poésie
- 1998 : Un mari idéal d'Oscar Wilde, mise en scène Adrian Brine, théâtre Antoine : Arthur Goring
- 1998 : La Novice et la Vertu de Jean-Louis Bauer, mise en scène Antoine Campo, Uzès
- 2007 : Hannah et Lise de Jean-Yves Naccache, espace Rachi (Paris)
- 2018-2018 : Peau d'âne, comédie musicale de Jacques Demy et Michel Legrand, mise en scène Emilio Sagi, théâtre Marigny : le Roi bleu

## Filmographie

### Cinéma
- 1987 : La Rumba de Roger Hanin : Fred Astaire

### Télévision
- 1980 : Chouette, chat, chien… show de Jacques Samyn :  danseur de La Belle et la Bête
- 1988 : La Garçonne d'Étienne Périer : Peer
- 1995 :  Les Filles du Lido de Jean Sagols

## Décorations
- Chevalier de la Légion d'honneur[réf. souhaitée]
- Officier de l'ordre des Arts et des Lettres
- Officier de l'ordre national du Mérite (2002)

## Hommages
Anne-Marie Pol fait référence au danseur étoile dans les livres de la série Danse ! où il a pour rôle le « petit père » de danse de Nina Fabbri, la ballerine héroïne du livre.